# 波帕斯内 (第聂伯罗彼得罗夫斯克州)
波帕斯内（羅馬化：Popasne）是烏克蘭的村落，位於該國中部第聶伯羅彼得羅夫斯克州，由萨马尔区負責管轄，距離薩馬拉河7公里，面積2.98平方公里，海拔高度172米，2022年人口1000。